# レナート・グリル
レナート・グリル（Lennart Grill, 1999年1月25日 - ）は、ドイツ・ラインラント＝プファルツ州イダー＝オーバーシュタイン出身のサッカー選手。VfLオスナブリュック所属。ポジションはGK。

## クラブ経歴
1.FSVマインツ05のユースチームなどを経て、2016年に1.FCカイザースラウテルンのユースチームに入団し、U-19に登録。2016-17シーズンよりU-19リーグでプレーし、2017-18シーズンよりトップチームに昇格。翌2018-19シーズンより出場機会が増え、2019-20シーズンは3部リーグながら先発に定着した。
2020年4月8日、バイエル・レバークーゼンと2024年までの4年契約を締結し、2020-21シーズンより加入することが発表された。
2021年8月31日、SKブランへのローン移籍が発表された。
2022年6月16日、1.FCウニオン・ベルリンへ買取オプション付きのローン移籍が発表された。

## 代表歴
2014年から各ユース世代のドイツ代表に招集され、2016年にはアゼルバイジャンで開催されたUEFA U-17欧州選手権でU-17代表の正GKを任され、4位入賞に貢献した。